# Ruisreikäleipä
Ruisreikäleipä je chléb ze žitné mouky, který se peče v západní části Finska. Název pochází v výrazů ruis (žito), reikä (díra) a leipä (chleba). Bochník je kulatý a plochý, o průměru okolo 30 cm a tloušťce 3-4 cm; uprostřed něho je otvor, který slouží k protažení tyče. Chleba se peče do zásoby ve velkém množství a tyč s plackami se zavěšuje ke stropu kuchyně, kde se pečivo v teplém vzduchu stoupajícím z pece skladuje přes zimu: neplesniví a nedostanou se k němu hlodavci. Ruisreikäleipä se peče asi půl hodiny při teplotě okolo 250 °C. Chléb má stejnorodou strukturu bez viditelného rozdílu mezi kůrkou a střídou, je tuhý a musí se dlouho kousat, obvykle se zapíjí mlékem.  